# II liga polska w piłce nożnej (1987/1988)
II liga 1987/1988 – 40. edycja ogólnokrajowych rozgrywek drugiego poziomu ligowego piłki nożnej mężczyzn w Polsce. Wzięły w nich udział 32 drużyny, grając w dwóch grupach systemem kołowym. Sezon ligowy rozpoczął się w sierpniu 1987, ostatnie mecze rozegrano w czerwcu 1988.

## Drużyny

### Grupa I
| Uczestnicy poprzedniej edycji | Uczestnicy poprzedniej edycji |
| ----------------------------- | ----------------------------- |
| przegrany baraży o I ligę     |                               |
| Piast Gliwice                 | 3                             |
| pozostałe drużyny             |                               |
| Stilon Gorzów Wielkopolski    | 4                             |
| Zawisza Bydgoszcz             | 5                             |
| GKS Jastrzębie                | 6                             |
| Piast Nowa Ruda               | 7                             |
| Radomiak Radom                | 8                             |
| Odra Wodzisław Śląski         | 9                             |
| Ślęza Wrocław                 | 10                            |
| zwycięzcy baraży o II ligę    |                               |
| Gwardia Warszawa              | 12                            |
| Urania Ruda Śląska            | 14                            |

| Spadek z I ligi 1986/1987  | Spadek z I ligi 1986/1987 | Spadek z I ligi 1986/1987 | Spadek z I ligi 1986/1987 |
| -------------------------- | ------------------------- | ------------------------- | ------------------------- |
| przegrani baraży o I ligę  |                           |                           |                           |
| Polonia Bytom              | 13                        |                           |                           |
| Ruch Chorzów               | 14                        |                           |                           |
| Awans z III ligi 1986/1987 |                           |                           |                           |
| grupa I                    |                           |                           |                           |
| Stal Stocznia Szczecin     | 1                         |                           |                           |
| grupa II                   |                           |                           |                           |
| Stoczniowiec Gdańsk        | 1                         |                           |                           |
| grupa V                    |                           |                           |                           |
| Zagłębie Wałbrzych         | 1                         |                           |                           |
| grupa VI                   |                           |                           |                           |
| Odra Opole                 | 1                         |                           |                           |

### Grupa II
| Uczestnicy poprzedniej edycji | Uczestnicy poprzedniej edycji |
| ----------------------------- | ----------------------------- |
| przegrany baraży o I ligę     |                               |
| Górnik Knurów                 | 3                             |
| pozostałe drużyny             |                               |
| Wisła Kraków                  | 4                             |
| Hutnik Kraków                 | 5                             |
| Zagłębie Sosnowiec            | 6                             |
| Igloopol Dębica               | 7                             |
| Olimpia Elbląg                | 8                             |
| Włókniarz Pabianice           | 9                             |
| Resovia                       | 10                            |
| zwycięzcy baraży o II ligę    |                               |
| Avia Świdnik                  | 11                            |
| Broń Radom                    | 12                            |

| Spadek z I ligi 1986/1987  | Spadek z I ligi 1986/1987 | Spadek z I ligi 1986/1987 | Spadek z I ligi 1986/1987 |
| -------------------------- | ------------------------- | ------------------------- | ------------------------- |
| Stal Mielec                | 15                        |                           |                           |
| Motor Lublin               | 16                        |                           |                           |
| Awans z III ligi 1986/1987 |                           |                           |                           |
| grupa III                  |                           |                           |                           |
| Gwardia Szczytno           | 1                         |                           |                           |
| grupa IV                   |                           |                           |                           |
| GKS Bełchatów              | 1                         |                           |                           |
| grupa VII                  |                           |                           |                           |
| Błękitni Kielce            | 1                         |                           |                           |
| grupa VIII                 |                           |                           |                           |
| Stal Rzeszów               | 1                         |                           |                           |

## Rozgrywki
Uczestnicy obu grup rozegrali po 30 kolejek ligowych (razem 240 spotkań) w dwóch rundach: jesiennej i wiosennej. Mistrzowie grup uzyskali awans do I ligi, zaś 2. i 3. drużyny rozegrały między sobą baraże o dwa miejsca w I lidze. Do III ligi spadły bezpośrednio zespoły z miejsc 15 i 16 w obu grupach, zaś drużyny z miejsc 11–14 rozegrały między sobą baraże o utrzymanie w II lidze (cztery miejsca).

### Grupa I – tabela
| Lp. | Drużyna                    | M  | Z  | +1  | R  | P  | –1  | Bramki | Bramki | Różn. | Pkt | Uwagi              |
| --- | -------------------------- | -- | -- | --- | -- | -- | --- | ------ | ------ | ----- | --- | ------------------ |
| 1   | Ruch Chorzów (M) (A)       | 30 | 21 | (3) | 7  | 2  | (0) | 52     | 17     | +35   | 52  | Awans do I ligi    |
| 2   | GKS Jastrzębie (A)         | 30 | 14 | (4) | 11 | 5  | (0) | 46     | 22     | +24   | 43  | Baraże o I ligę    |
| 3   | Piast Nowa Ruda            | 30 | 14 | (4) | 9  | 7  | (0) | 46     | 31     | +15   | 41  | Baraże o I ligę    |
| 4   | Polonia Bytom              | 30 | 13 | (4) | 9  | 8  | (1) | 35     | 22     | +13   | 38  |                    |
| 5   | Zagłębie Wałbrzych         | 30 | 13 | (1) | 8  | 9  | (0) | 33     | 25     | +8    | 35  |                    |
| 6   | Stilon Gorzów Wielkopolski | 30 | 12 | (3) | 8  | 10 | (3) | 30     | 27     | +3    | 32  |                    |
| 7   | Odra Wodzisław Śląski      | 30 | 12 | (2) | 6  | 12 | (1) | 28     | 27     | +1    | 31  |                    |
| 8   | Piast Gliwice              | 30 | 11 | (1) | 9  | 10 | (1) | 34     | 35     | −1    | 31  |                    |
| 9   | Radomiak Radom             | 30 | 11 | (2) | 9  | 10 | (2) | 30     | 33     | −3    | 31  |                    |
| 10  | Zawisza Bydgoszcz          | 30 | 10 | (4) | 7  | 13 | (1) | 34     | 29     | +5    | 30  |                    |
| 11  | Gwardia Warszawa           | 30 | 11 | (1) | 8  | 11 | (1) | 24     | 22     | +2    | 30  | Baraże o II ligę   |
| 12  | Ślęza Wrocław              | 30 | 10 | (1) | 10 | 10 | (2) | 29     | 29     | 0     | 29  | Baraże o II ligę   |
| 13  | Odra Opole (S)             | 30 | 10 | (0) | 5  | 15 | (2) | 25     | 34     | −9    | 23  | Baraże o II ligę   |
| 14  | Stal Stocznia Szczecin (S) | 30 | 4  | (0) | 9  | 17 | (1) | 11     | 34     | −23   | 16  | Baraże o II ligę   |
| 15  | Urania Ruda Śląska (S)     | 30 | 6  | (0) | 8  | 16 | (9) | 15     | 51     | −36   | 11  | Spadek do III ligi |
| 16  | Stoczniowiec Gdańsk (S)    | 30 | 4  | (0) | 5  | 21 | (6) | 14     | 48     | −34   | 7   | Spadek do III ligi |

### Grupa II – tabela
| Lp. | Drużyna                 | M  | Z  | +1  | R  | P  | –1  | Bramki | Bramki | Różn. | Pkt | Uwagi              |
| --- | ----------------------- | -- | -- | --- | -- | -- | --- | ------ | ------ | ----- | --- | ------------------ |
| 1   | Stal Mielec (M) (A)     | 30 | 17 | (3) | 11 | 2  | (0) | 44     | 19     | +25   | 48  | Awans do I ligi    |
| 2   | Wisła Kraków (A)        | 30 | 14 | (3) | 9  | 7  | (0) | 41     | 22     | +19   | 40  | Baraże o I ligę    |
| 3   | Górnik Knurów           | 30 | 11 | (2) | 13 | 6  | (0) | 39     | 26     | +13   | 37  | Baraże o I ligę    |
| 4   | Stal Rzeszów            | 30 | 13 | (3) | 7  | 10 | (1) | 41     | 32     | +9    | 35  |                    |
| 5   | Zagłębie Sosnowiec      | 30 | 11 | (3) | 11 | 8  | (1) | 32     | 25     | +7    | 35  |                    |
| 6   | Igloopol Dębica         | 30 | 10 | (2) | 11 | 9  | (2) | 31     | 26     | +5    | 31  |                    |
| 7   | Avia Świdnik            | 30 | 8  | (1) | 13 | 9  | (0) | 30     | 30     | 0     | 30  |                    |
| 8   | Resovia                 | 30 | 10 | (1) | 9  | 11 | (0) | 21     | 22     | −1    | 30  |                    |
| 9   | Motor Lublin            | 30 | 8  | (4) | 11 | 11 | (2) | 32     | 33     | −1    | 29  |                    |
| 10  | Hutnik Kraków           | 30 | 8  | (1) | 12 | 10 | (0) | 32     | 35     | −3    | 29  |                    |
| 11  | Włókniarz Pabianice (S) | 30 | 8  | (0) | 11 | 11 | (1) | 20     | 27     | −7    | 26  | Baraże o II ligę   |
| 12  | Błękitni Kielce (S)     | 30 | 7  | (0) | 14 | 9  | (3) | 26     | 35     | −9    | 25  | Baraże o II ligę   |
| 13  | GKS Bełchatów           | 30 | 7  | (0) | 12 | 11 | (2) | 22     | 28     | −6    | 24  | Baraże o II ligę   |
| 14  | Broń Radom              | 30 | 8  | (0) | 11 | 11 | (3) | 28     | 38     | −10   | 24  | Baraże o II ligę   |
| 15  | Olimpia Elbląg (S)      | 30 | 6  | (0) | 13 | 11 | (3) | 21     | 37     | −16   | 22  | Spadek do III ligi |
| 16  | Gwardia Szczytno (S)    | 30 | 6  | (0) | 8  | 16 | (5) | 26     | 51     | −25   | 15  | Spadek do III ligi |

## Baraże o I ligę
Po zakończeniu sezonu rozegrano mecze barażowe o dwa miejsca w pierwszej klasie rozgrywkowej w sezonie 1988/1989 między drużynami z miejsc 2–3 w obu grupach II ligi:
- 2. i 3. drużyna grupy I – GKS Jastrzębie i Piast Nowa Ruda,
- 2. i 3. drużyna grupy II – Wisła Kraków i Górnik Knurów.

| Drużyna 1                            | Wynik dwumeczu | Drużyna 2      | Pierwszy mecz | Drugi mecz |
| ------------------------------------ | -------------- | -------------- | ------------- | ---------- |
| Piast Nowa Ruda                      | 0:1            | GKS Jastrzębie | 0:0           | 0:1        |
| Górnik Knurów                        | 3:4            | Wisła Kraków   | 1:0           | 2:4        |
| Po lewej gospodarz pierwszego meczu. |                |                |               |            |

Awans do I ligi uzyskały GKS Jastrzębie i Wisła Kraków.

## Baraże o II ligę
Po zakończeniu sezonu rozegrano mecze barażowe o cztery miejsca w drugiej klasie rozgrywkowej w sezonie 1988/1989 między zespołami z miejsc 11–14 w obu grupach II ligi:
- 11. i 14. drużyna grupy I – Gwardia Warszawa i Stal Stocznia Szczecin,
- 12. i 13. drużyna grupy I – Ślęza Wrocław i Odra Opole,
- 11. i 14. drużyna grupy II – Włókniarz Pabianice i Broń Radom,
- 12. i 13. drużyna grupy II – Błękitni Kielce i GKS Bełchatów.

| Drużyna 1                            | Wynik dwumeczu | Drużyna 2           | Pierwszy mecz | Drugi mecz |
| ------------------------------------ | -------------- | ------------------- | ------------- | ---------- |
| Stal Stocznia Szczecin               | 2:4            | Gwardia Warszawa    | 1:3           | 1:1        |
| Odra Opole                           | 0:3            | Ślęza Wrocław       | 0:1           | 0:2        |
| Broń Radom                           | 1:0            | Włókniarz Pabianice | 1:0           | 0:0        |
| GKS Bełchatów                        | 2:2 k. 4:3     | Błękitni Kielce     | 2:0           | 0:2        |
| Po lewej gospodarz pierwszego meczu. |                |                     |               |            |

Miejsca na drugim poziomie ligowym nie utrzymały: Stal Stocznia Szczecin, Odra Opole, Włókniarz Pabianice i Błękitni Kielce.